# فهد یونس
فهد یونس (انگلیسی: Fahad Younes؛ زادهٔ ۳۰ ژوئیهٔ ۱۹۹۴) یک بازیکن فوتبال اهل قطر است.

## تیم ملی
وی همچنین در تیم ملی فوتبال زیر ۲۰ سال قطر بازی کرده است.